# 107.5 Der Musiksender
107.5 Der Musiksender war ein kurzlebiger privatrechtlicher Radiosender im Großraum Graz. Der Sender ging aus dem Grazer Stadtradio hervor, das nach einer mehrheitlichen Übernahme durch die Leykam Medien AG und die Kronen Zeitung am 13. März 2000 mit neuem Namen, neuem Programm und einer neuen Führungsebene seinen Sendestart hatte.
Das Hörfunkprogramm wurde auf der analog terrestrischen Frequenz 107,5 MHz gesendet und der Sender in weiterer Folge in den Jahren 2001 bzw. 2002 von KroneHit (damals noch Krone Hit R@dio) aufgekauft.

## Geschichte

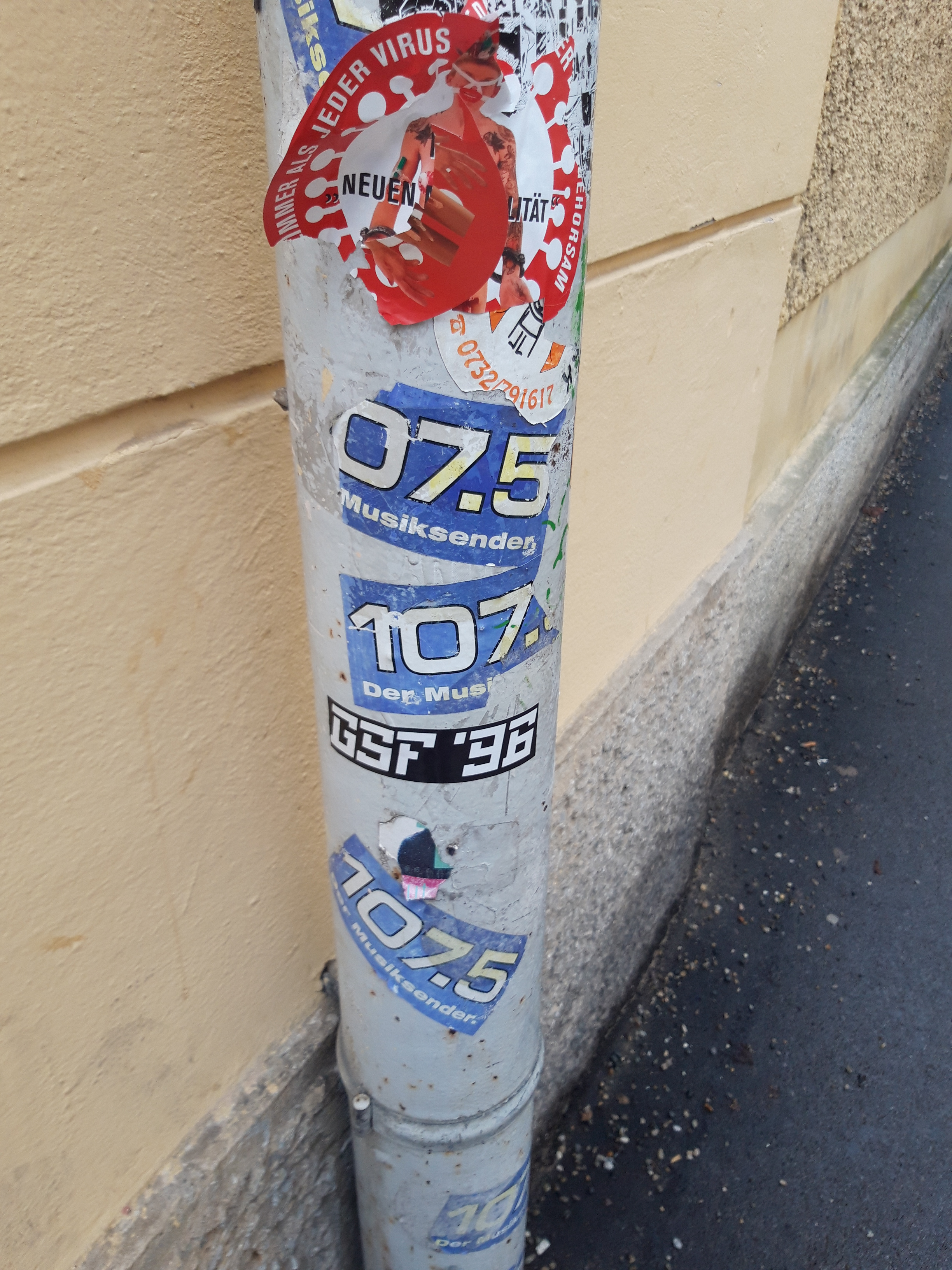
Sticker von 107.5 Der Musiksender…

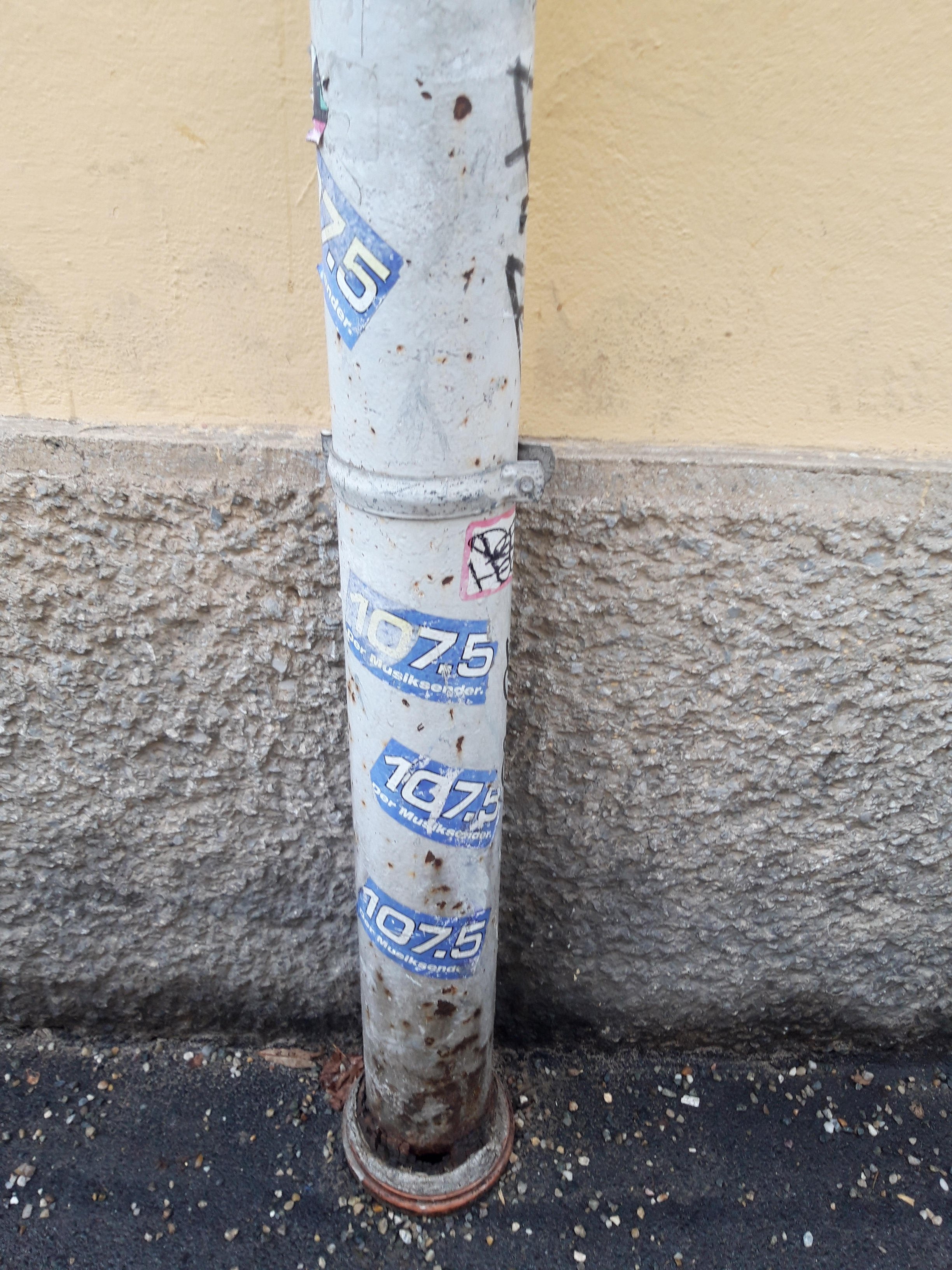
…auf einer Dachrinne des Bischöflichen Palais in Graz (2021)

107.5 Der Musiksender ging aus dem Grazer Stadtradio hervor. Dieses wurde nach einer mehrheitlichen Übernahme durch die Leykam Medien AG und die Kronen Zeitung zu einem neuen Sender umgeformt und erhielt neben einem neuen Namen auch ein neues Programm. Außerdem wurde die Führungsebene durch neue Personen ersetzt. Nikolaus Wisiak von der Leykam Medien AG übernahm zusammen mit Bernhard Weiss von Mediaprint die Geschäftsführung. Als Programmdirektor fungierte der gebürtige Grazer Norbert Oberhauser, der davor Unterhaltungschef bei 88.6 gewesen war. Die Verkaufsleitung übernahm Dieter Fellhofer, ein bisheriger Verkaufsleiter von Mustang Jeans. Das den Sender betreibende Unternehmen behielt weiterhin den Namen Grazer Stadtradio GmbH bei. Der Sender wurde als Alternative zu Ö3 und Antenne Steiermark gestartet und sollte unter dem Motto Mehr Musik für Graz! mit der neuen Programmphilosophie in erster Linie viel Musik anbieten. Hauptaugenmerk wurde dabei auf die Musik der Jahrzehnte der 1960er bis 1990er gelegt.
Sowohl im Programm wie auch im von Birgit Lill geleiteten Marketing kooperierte man dabei mit dem Sender 88.6 Der Musiksender, wobei das Programmkonzept für den neuen Sender von Bernd Sebor, dem 88.6-Geschäftsführer, stammte. Als Station-Voice fungierte bei 107.5 Der Musiksender wie auch bei 88.6 der Schauspieler Frank Hoffmann. Durch großangelegte Werbekampagnen sollte der Sender vor dem Relaunch bekannt gemacht werden; dazu gab es Plakate, City Lights, Inserate in der steirischen Ausgabe der Kronen Zeitung, sowie im Magazin Der Grazer und zusätzliche zahlreiche Off-Air-Aktionen. Die technische Reichweite des Senders betrug etwa 400.000 Zuhörer, womit man vor allem die Ballungsräume abdeckte, man aber auch in ländlichen Gebieten noch einen Sendeempfang hatte. Mit dem neuen Musikformat wollte man die bisherige Reichweite des alten Senders, der beim Radiotest des zweiten Halbjahres 1999 in der Altersgruppe 14 bis 49 Jahre von Montag bis Sonntag 16,5 % betrug, weiter steigern. Dies gelang jedoch nur bedingt. Der Marktanteil bei der Altersgruppe „10 Jahre und älter“ betrug beim Radiotest für das erste Halbjahr 2000 5 % und bei der Altersgruppe der 14- bis 49-Jährigen 7 %. Beim letzten Test hatte das Grazer Radio 107.5 lediglich 4 % in der Altersgruppe „10+“ und 3 % in der Altersgruppe „14 – 49“. Die Tagesreichweite in der Altersgruppe „10 Jahre und älter“ betrug 8,1 % (ein Plus von 2,9 % seit dem letzten Test) und 12,3 % in der Altersgruppe der 14- bis 49-Jährigen, was ein Plus von 6,9 % im Vergleich zum letzten Test bedeutete. Die angegebenen Werte beziehen sich dabei nur auf das Verbreitungsgebiet (die Stadt Graz und deren unmittelbare Umgebung).
Bereits bessere Zahlen konnte man für das zweite Halbjahr 2000 vorweisen, wobei man in der Altersgruppe „10+“ auf einen Marktanteil von 7 % und bei der Altersgruppe „14 – 49“ auf 12 % kam. Die Tagesreichweite betrug dabei in der ersten Altersgruppe 9,5 % und in der zweiten Gruppe 13,1 %. Während die ORF-Sender weiterhin Rekordwerte einfuhren, blieb die Tagesreichweite von 107.5 im ersten Halbjahr 2001 nahezu gleich, wie im Halbjahr davor und konnte im Vergleichszeitraum zum ersten Halbjahr 2000 einen leichten Zuwachs verzeichnen. Mit den Marktanteilen des vorangegangenen Halbjahres konnte im Radiotest des 1. HJ 2001 nicht mitgehalten werden; diese pendelten sich allerdings in etwa bei den Werten des Vergleichszeitraums des 1. HJ 2000 ein. Auch im regionalen Vergleich der steirischen Radiosender lag 107.5 Der Musiksender deutlich auf dem letzten Platz, was mitunter auch dem eingeschränkten Sendegebiet geschuldet war.
Noch im Laufe des Jahres dürfte der Sender seinen Betrieb eingestellt haben. In weiterer Folge wurde der Sender vom privaten Sender KroneHit (damals noch Krone Hit R@dio), der erst ein Jahr zuvor seinen Sendebetrieb in Wien und Niederösterreich aufgenommenen hatte, aufgekauft. Auf der Frequenz wurde fortan das Programm von KroneHit gesendet. Nachdem davor bereits die 2001 gegründete Kommunikationsbehörde Austria, kurz KommAustria, entschieden hatte, dass KroneHit auf genannter Frequenz senden darf, bestätigte im Juni 2002 auch der ein Jahr zuvor ins Leben gerufene Bundeskommunikationssenat diese Entscheidung und erteilte KroneHit eine Lizenz für die nachfolgenden zehn Jahre. Zuvor hatten mehrere Mitbewerber, wie Radio Energy, Soundportal und Radio Helsinki, gegen die Entscheidung der KommAustria Berufung eingebracht.

## Studio und Antenne

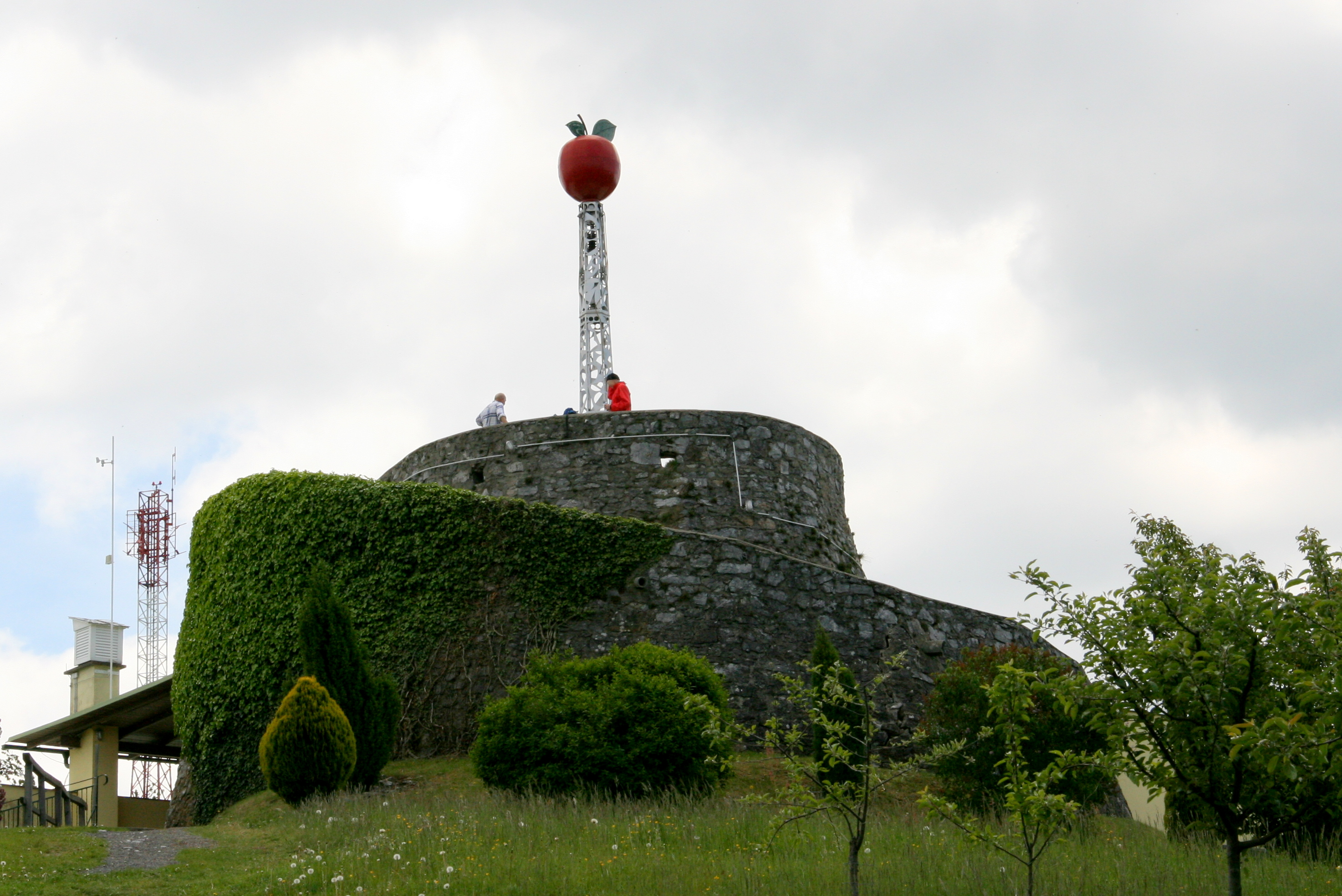
Die Sendeanlage links im Hintergrund hinter der Aussichtswarte des Fürstenstands (2011).

Das Radiostudio befand sich auf dem Färberplatz in Graz. Die 1996 errichtete Sendeanlage steht auf dem Plabutsch, einem der Grazer Hausberge, und wird seit 1998 für den Rundfunk genutzt. Am 1. April 1998 hatte der Vorgänger von 107.5 Der Musiksender von diesem Sender aus seinen Sendestart.

## Motto
Mehr Musik für Graz! (ab Sendestart)